# Over (Cheshire)
Over – dzielnica miasta Winsford, w Anglii, w hrabstwie Cheshire, w dystrykcie (unitary authority) Cheshire West and Chester. Leży 9 km od miasta Northwich. W 1931 roku civil parish liczyła 7306 mieszkańców. Over jest wspomniana w Domesday Book (1086) jako Ovre.